# Вулкан

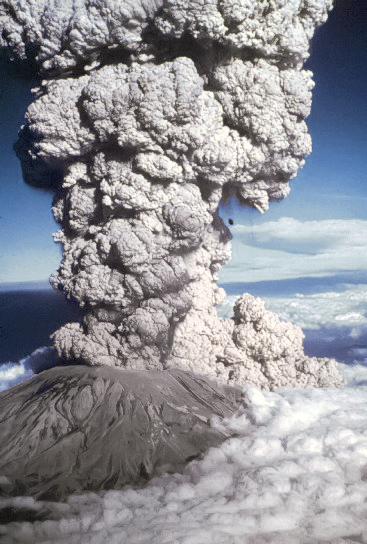
Виверження вулкану Сент-Геленс, 1980 рік

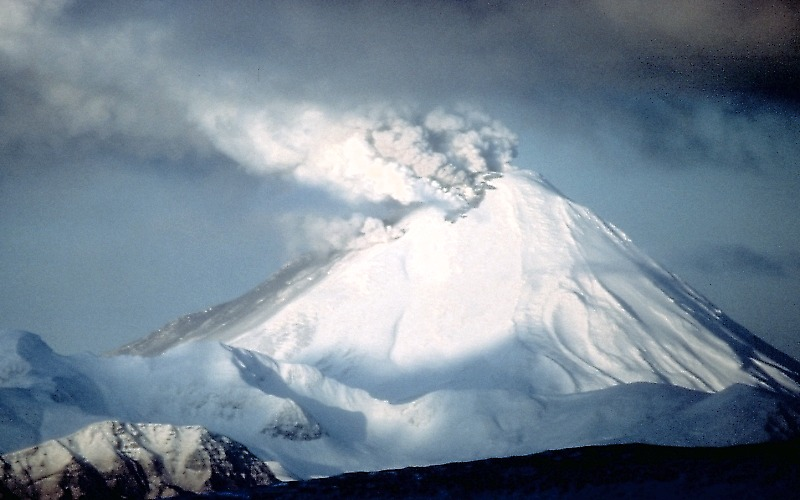
Вулкан Канаґа на Алясці, 1994 рік

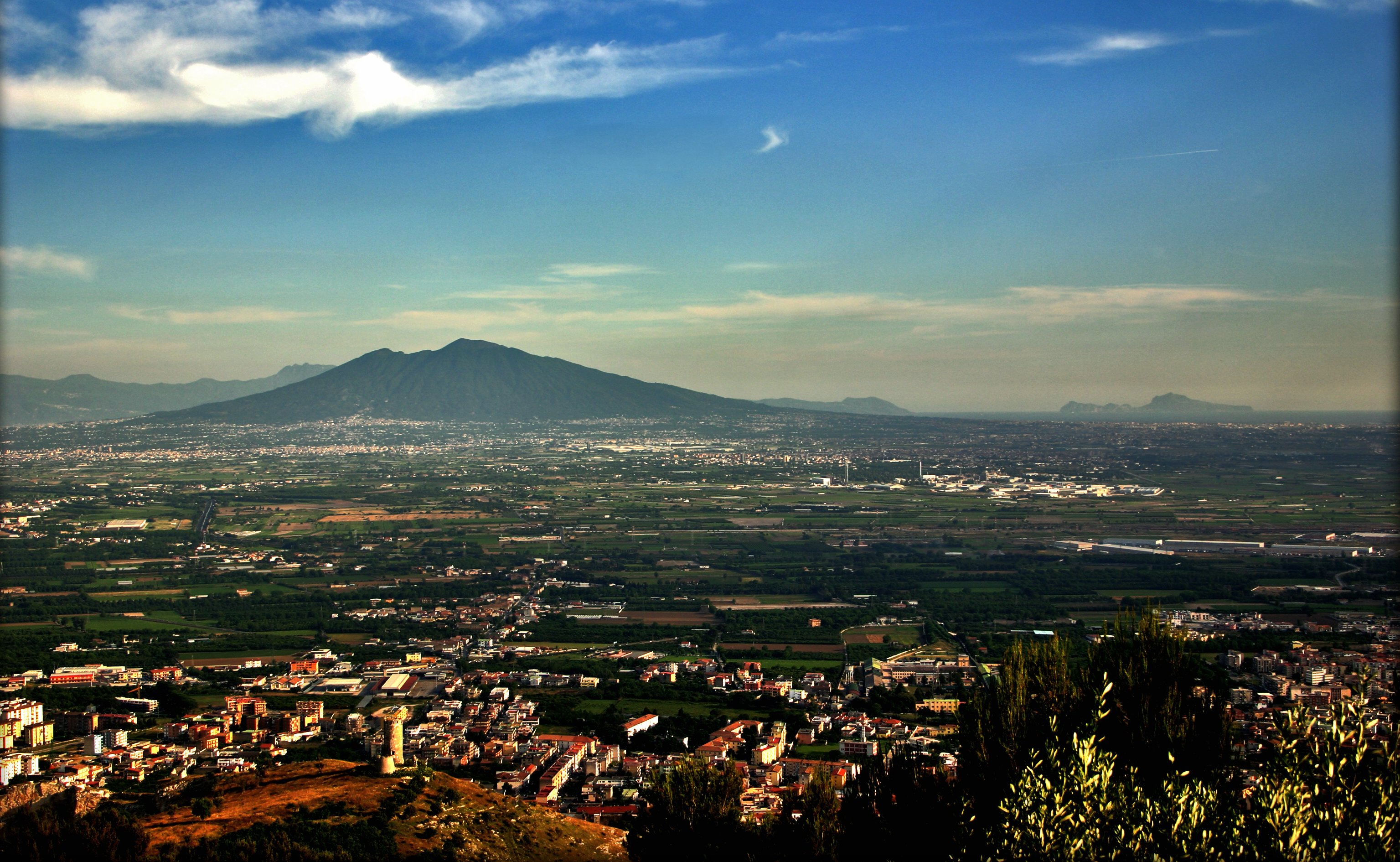
Вулкан Везувій.

Вулка́н — геологічне утворення, яке виникає над каналами та тріщинами у земній корі, якими на поверхню викидаються лава, попіл, гарячі гази, водяна пара й уламки гірських порід. Галузь геології, яка вивчає вулкани, називається вулканологією.

## Етимологія
Слово «вулкан» походить від вулканічного острова Вулькано, назва якого походить від римського бога Вулкана, чия кузня, за віруванням стародавніх римлян, була на цьому острові.

## Загальний опис

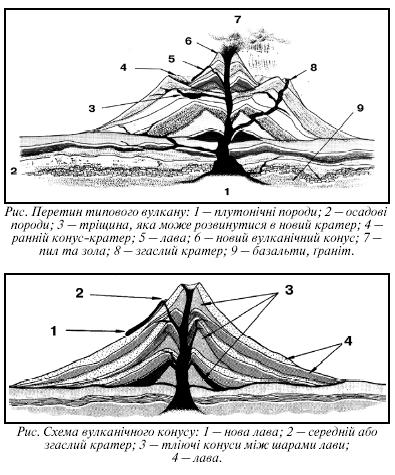
Схеми вулкана

Основною причиною виверження вулкана є тиск газів у магмі. Вулкани поділяють на діючі (активні), потенційно діючі, умовно згаслі і згаслі.
Вулкани зазвичай мають конусоподібну форму з кратером — лійкоподібним заглибленням на вершині. Виверження деяких вулканів, наприклад, Стромболі і Везувію в Італії, проходить із вибухом, несучи великі руйнування, інші, наприклад, на Гаваях, «тихі»: лава просто піднімається по кратеру та переливається через край.
Залежно від складу й в'язкості продуктів виверження розрізняють:
- конусо- та куполоподібні;
- щитові;
- масивні вулкани.

Вулкани можуть бути як поодинокими, так і ланцюгово витягнутими вздовж регіональних розломів. Вони розрізняються за розмірами, формою, параметрами кратера і підвідного каналу — жерла. Вулкан часто утворює конічну форму, що має назву вулканічний конус (рис.). Висота вулканічного конуса залежить від віку вулкана і характеру його вивержень. Як правило, чим старішим є вулкан, тим вищим є його конус, що складається із затверділих потоків лави і вулканічних уламків. Висоти конусів — від перших сотень до 8–9 тис. м (Везувій — 1186 м, Етна — 3522 м, Ключевська сопка — 4850 м та ін.). Найвищі вулкани знаходяться в Андах (Аконкагуа — 6960 м) та на Гавайських островах у Тихому океані (Мауна Лоа — 8766 м).
Форма вулканічних конусів зазвичай є неправильною, бо вона змінюється під час сильних вивержень: вибухом зривається верхівка основного конуса і останній просідає у порожнину, що утворюється під ним. При цьому формуються такі типи вулканічних надбудов, як кальдери, соми, маари.
Щорічно на Землі відбувається приблизно 50 вивержень вулканів. В залежності від форми підводних каналів розрізняють вулкани центральні й тріщинні, за глибиною магматичних вогнищ — мантійного, корового і мішаного живлення. Вулкани найчастіше розташовані в тектонічно активних районах, найбільше їх — на острівних дугах і в горах.
Всього на Землі відомо 1343 активних вулканів. На думку деяких дослідників найбільшим вулканом Землі є Єллоустонський. Цей вулкан належить до згаслих. Його останнє потужне виверження відбулося 600 тис. років тому. Але за останні 100 років зафіксовано підняття центру кальдери цього вулкана на 8 м, що свідчить про збільшення внутрішнього тиску.
За розміщенням на поверхні Землі вулкани поділяються на наземні та підводні. Наземні вулкани (79 %) зосереджені вздовж глибинних розломів (у більшості випадків по узбережжю океанів та морів, на острівних дугах та океанічних (вулканічних) островах). Підводні вулкани (21 %) розташовані на океанічному дні і серединних океанічних хребтах. Багато з підводних конусів з часом стають наземними.
Сильними виверженнями уславився відомий вулкан Кракатау, який знаходиться в Зондській протоці між островами Ява і Суматра. Його висота 813 м. Під час виверження Кракатау в 1883 випало понад 18 км³ попелу. Воно викликало цунамі і призвело до десятків тисяч жертв. Найбільш катастрофічними в історії людства також вважаються виверження індонезійського вулкана Тоба.
Вулкани Землі виносять на поверхню в середньому не менше за 5–6 км³ вулканічного матеріалу на рік, приблизно 80 % якого припадає на підводні вулкани та лише 20 % на наземні. Найінтенсивніше винесення вулканічного матеріалу (близько 4 км³ на рік) відбувається вздовж рифтових зон серединно-океанічних хребтів. Максимальна відносна висота (перевищення вершини конуса над основою) діючих вулканів Землі сягає в океанах — 9 км, в острівних дугах — 6 км, в гірських спорудах — 3 км. В океанах відомі тільки вулкани мантійного живлення (Кілауеа на Гавайських островах, Тейде на острові Тенерифе та інші), а на острівних дугах і континентальних платформах — мантійного, корового і змішаного (Ключевська Сопка, Шивелуч і Каримська Сопка на Камчатці, Кіліманджаро в Африці, Везувій в Італії і т. д.) живлення, в гірських спорудах — тільки корові (Ельбрус на Кавказі, Лассен-Пік у Північній Америці та інші). У залежності від кількості, співвідношення вулканічних продуктів (газоподібних, рідких і твердих), в'язкості лав виділені чотири головні типи вивержень: ефузивний, змішаний, екструзивний і експлозивний або, відповідно, — гавайський, стромболіанський, купольний і вулкановий.
На території України стародавні (мезокайнозойські) вулканічні апарати виявлено у гірських масивах Карпат та Криму. Аполлонівський палеовулкан — один із найдавніших згаслих палеовулканів планети.

## Дія вулканів

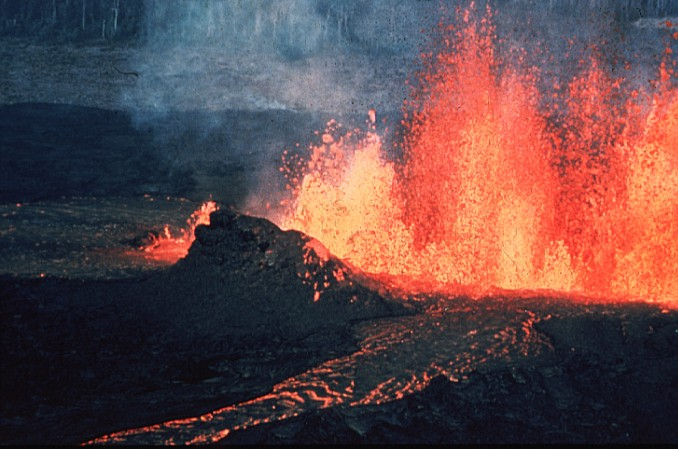
Виверження вулкана

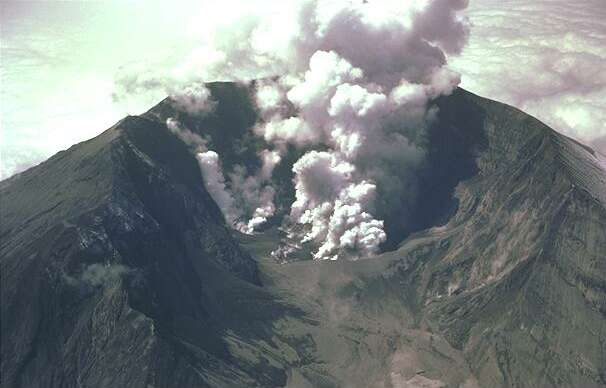
Вулкан Сент-Хеленс після виверження у травні 1980

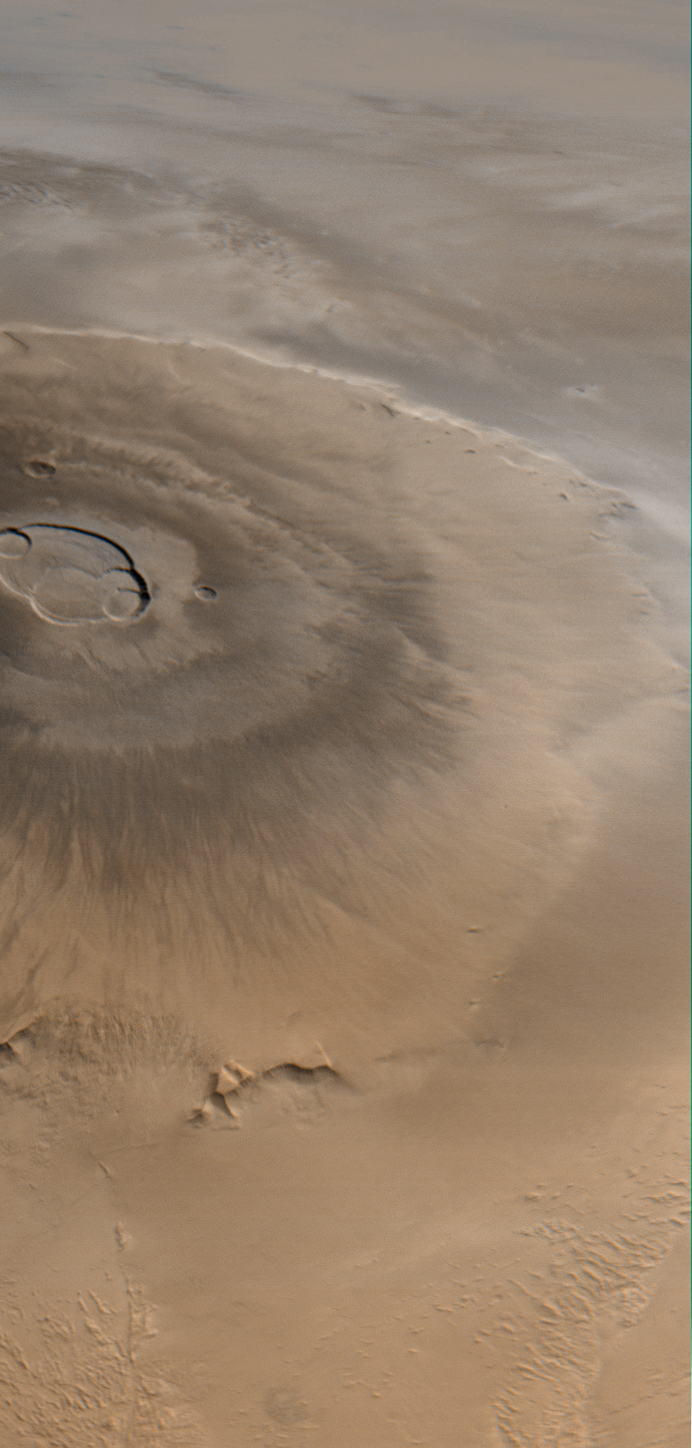
Олімп — вулкан на Марсі, найбільший відомий вулкан Сонячної системи

Під час виверження вулкани викидають в атмосферу гази, склад яких значно змінюється від одного вулкана до іншого. Зазвичай основним вулканічним газом є водяна пара. Іншими типовими складовими є вуглекислий газ та двоокис сірки. Інші важливі домішки — сірководень, хлорид водню та фторид водню. У меншій кількості вулкани викидають чадний газ, галокарбони, органічні сполуки й хлориди металів.
При потужних виверженнях вулканічні гази, попіл викидаються у стратосферу на висоту 16–20 км. Найважливішим наслідком цього є перетворення двоокису сірки в сірчану кислоту (H2SO4), яка швидко конденсується, утворюючи сірчані аерозолі. Аерозолі збільшують альбедо Землі. Відбиття сонячної радіації в космос понижує температуру нижніх шарів атмосфери — тропосфери. Водночас вони затримують теплове випромінювання Землі, нагріваючи стратосферу. Кілька вивержень впродовж останнього століття призвели до зниження середньої температури поверхні Землі на кілька десятих градуса на період від одного до трьох років. Діоксид сірки з вулкана Вайнапутіна в Перу, можливо, був причиною голоду в Росії 1601–1603 років.
Дуже потужні виверження вулканів часто називаються серед можливих причин масових вимирань.

### Виверження вулканів
Основною і найгрізнішою силою вулкана є його виверження. Виверження — природне явище, яке виражається в тому, що магма, разом з газами, які є в ній, проривається з глибоких частин Землі на поверхню. Магма (грец. «тісто», «каша») — маса розплавленої кам'яної породи, яка розташована на великій глибині і насичена газами. Магма, яка вилившись на поверхню, втратила багато газів, називається лавою. Лава — це також кристалічна гірська порода, яка містить багато силікатних сполук. Якщо кількість кремнезему (SiO2) в ній велика (~75 %), то утворюється в'язка, мало текуча маса (ріолітова лава), але коли SiO2 мало (38 %), то витікає рідка і дуже текуча лава (базальтова).
Виверження вулканів залежить від багатьох чинників, а саме: від геологічної будови району, порід, з яких складається район, на якій глибині знаходиться вулканічне вогнище і який склад магми. Часто під час горотворення в земній корі утворюються складки, виникають розколини, якими магма піднімається вгору. І головну роль у цьому піднятті відіграє величезний тиск, який створює земна кора. Натискаючи на магму, земна кора змушує її підійматися розколинами вверх на поверхню землі. Але водночас діють і гази, які містяться в магмі. Вони, намагаючись піднятися розколинами вгору, виштовхують і магму. З її підійманням тиск земної кори зменшується, тому потім магма стає більш плинною і виливається на поверхню. Вулканічним виверженням часто передують потужні вибухи. При цьому струменями газу з вулкана викидається велика кількість вулканічного попелу — легкого дрібного порошку сірого кольору з осколків старої та дрібніших частинок рідкої лави (деколи він, змішуючись з атмосферними опадами чи водами розплавлених снігових масивів або льодовиків, утворює грязеві потоки); вулканічного піску — невеличких кусків лави, розміром з горошину; лапілей - уламків пористої лави або магми розміром від горошини до волоського горіха. Великі уламки, що іноді досягають у величині двоповерхового будинку, називаються вулканічними бомбами. Одна з бомб об'ємом 25 м³, викинута італійським вулканом Вулькано, важила близько 70 т. Ці викиди іноді покривають землю на тисячі км².
Також перед виверженнями проходять вулканічні землетруси, які пов'язані із зародженням і рухом рідкої або в'язкої магми та з вибухами газів в кратері вулкана. Їхні вогнища завжди локалізовані в невеликому просторі, поблизу магматичного вогнища і вихідного каналу вулкана. На відміну від тектонічних, ці землетруси завжди проходять великими серіями, відображаючи процес поступовим зростання тиску в магмі вогнищі і вихідному каналі. Зазвичай вулканічні землетруси слабші тектонічних тому, що їхні вогнища лежать на менших глибинах і джерело, яке викликає їх знаходиться на невеликому просторі земної кори.
Склад вулканічних продуктів у різних вулканах також різний. За кількістю кремнезему можна визначити рідка лава чи в'язка. За вмістом в газах водяної пари, СО2, Н2S, можна дізнатися внаслідок яких процесів вони утворилися. Динаміку виверження розрізняють ефузивну, — якщо виверження в основному проходить вилиттям лави; екструзивне характеризується вижаттям лавових куполів; експлозивне, де головну роль відіграють вибухи та комплексне — суміш всіх вище названих характерів вивержень.

#### Класифікація вивержень
Вулкани характеризуються за типами вивержень. Найголовнішими типами є: вулканічний, плініанський, стромболійський, пеленський, гавайський і тріщинний.
Перший тип — вулканічний (назва походить від вулкана Вулкано), відрізняється в'язкою магмою, яка часто закорковує жерло, не даючи виходу газам, і вони накопичуються під таким високим тиском, що час від часу відбуваються потужні вибухи. Виверження цього типу нетривалі — від декількох хвилин до кількох годин, але відновлюються кожні кілька днів чи тижнів протягом декількох місяців. Висота, на яку викидається вулканічні продукти досягає 20 км.
Другий тип — плініанський (назва походить від імені римського вченого Плінія Старшого, який помер при виверженні Везувію в 79 р. н. е.) Цей тип вважається найбільш вибухонебезпечним, до нього відноситься знамените виверження Везувію в 79 р.н. е., яке поховало під шаром попелу міста Помпеї та Геркуланум. Надзвичайно в'язка магма часто закорковує вихід газам, що призводить до пізнішого вибуху і утворенню кальдер (іспан. «киплячий котел»), в кращому випадку, до знищення цілого вулкана, в гіршому (як це було з вулканом Кракатау в 1883 p.). Вулканічні продукти викидаються на висоту до 50 км і покривають велику площу; об'єм викидів — від 0,1 до 50 км³.
Третій тип — стромболійський (від влкн. Стромболі), характеризується безперервною еруптивною (вибуховою) діяльністю протягом кількох місяців і навіть років, висота еруптивного стовпа (вивержених матеріалів) до 10 км. Магма рідка, газів і вулканічних бомб багато, попелу мало.
Ще одним типом є пелейський (від вулкана Мон-Пеле). Характеризується дуже в'язкою магмою, яка твердіє до виходу з жерла, утворенням лавових куполів і викидом «вогненних хмар» (суміші розпечених газів і попелу).
Гавайський тип вважають найспокійнішим. Дуже рідка лава спокійно витікає, твердих продуктів і попелу мало, а схили конуса до 10°.
Тріщинні виверження виявляють у вилитті лави з системи тріщин з пізнішим утворенням вулкана.
Другим за чим класифікують виверження вулкана є: масштаб (об'єм вивержених продуктів), склад виверженого матеріалу, динаміка.
Масштаб виверження вулкана поділяється на 5 класів: І клас — об'єм вивержених матеріалів понад 100 км³; II клас — від 10 до 100 км³; III клас — від 1 до 10 км³; IV клас — від 0,1 до 1 км³; останній, V клас — виверженого матеріалу менше ніж 0,1 км³.
Жителі Нікарагуа раніше вважали, що якщо кинути в вулкан гарну дівчину, то виверження обов'язково припиниться

#### Фази виверження
Фази виверження вулкана — основні етапи виверження, що розрізняються за характером переважної діяльності та розділені короткими періодами відносного спокою. Кожній фазі вулканічного виверження відповідає певний тип вулканічних продуктів, що дозволяє відновити хід виверження за послідовністю відкладів. Класичний опис фаз великого виверження Везувію в 1906 р. було зроблено Ф. Перретом (Frank A. Perret, 1924):
- перша фаза — вилив потоку світної рідкої лави і періодичні вибухи;
- друга (газова) фаза — виділення потужного стовпа стислих газів, що виривалися протягом декількох годин з виносом відносно невеликої кількості попелу та утворенням гігантської еруптивної хмари;
- третя фаза («темного попелу» — еруптивна) — виділення чорних хмар газу, сильно навантажених вулканічними уламками, — це було викликано обваленням залишків конуса, що ускладнило вихід вулканічних газів.

Вулканолог Б. І. Пійп для виверження вулкана Ключевського (Ключевська сопка, Камчатка) у 1944–1945 рр. виділив наступні фази:
- 1) попільні експлозії;
- 2) бомбові експлозії;
- 3) малих пароксизмів (активізацій);
- 4) головного пароксизму, або кульмінаційну фазу.

#### Найбільші з відомих вивержень
Див. докладніше Супервулкани

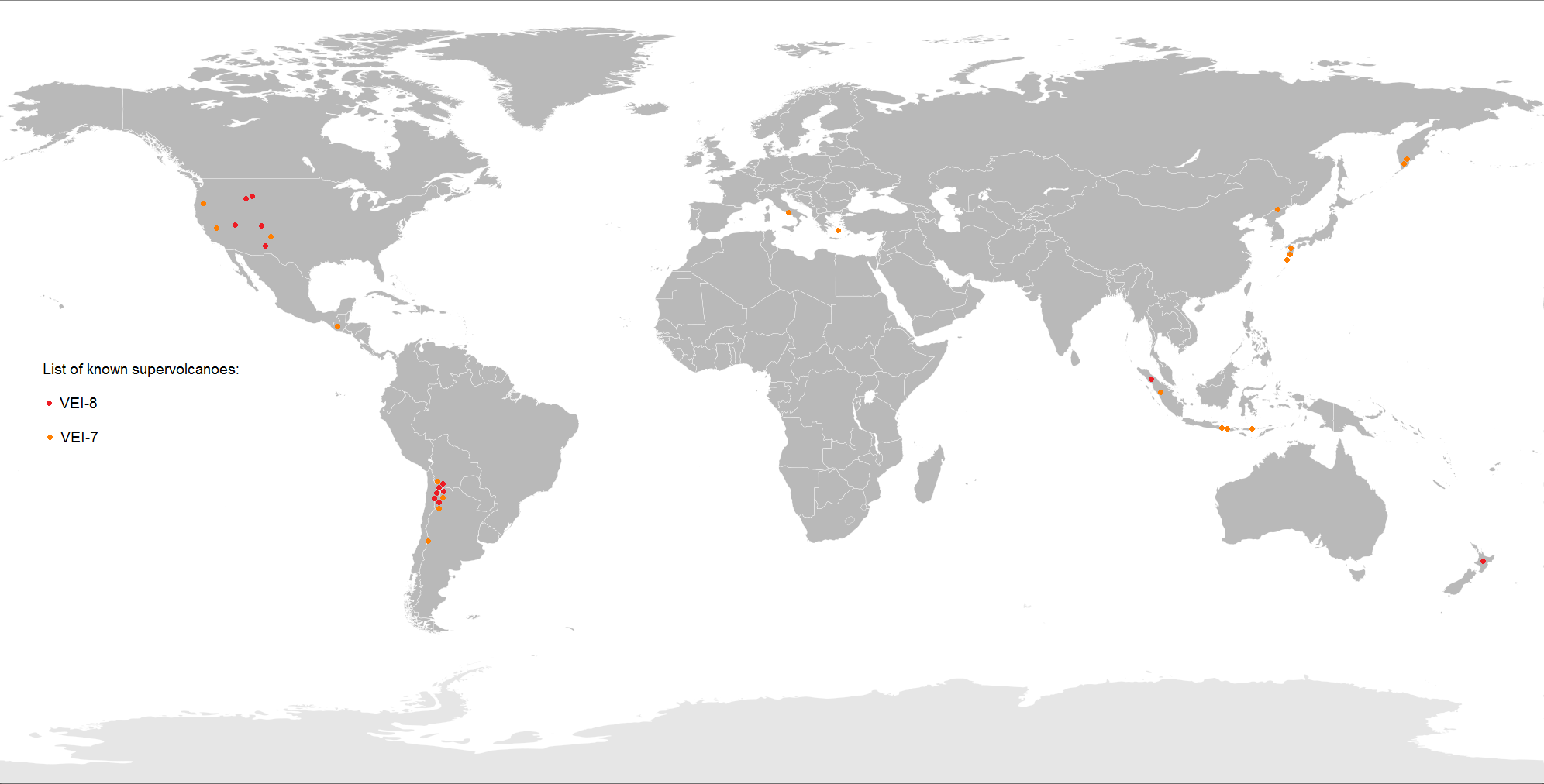
World map of known VEI 7 and VEI 8 volcanoes
VEI 8 (supervolcanoes)
VEI 7

- У Новій Зеландії в районі озера Таупо у 186 році до н.е відбулося найбільше в історії людства вулканічне виверження. Його наслідки описані в хроніках Китаю та Греції. На місці виверження сьогодні розташоване озеро за площею, що приблизно дорівнює площі Сінгапуру.
- Другим з найбільших відомих вивержень слід, очевидно вважати виверження Кракатау 26 серпня 1883 року. Під час виверження 1883 року вулкан викинув понад 25 кубічних кілометрів каміння, попелу та пемзи, і створив найгучніший історично відомий звук — катастрофічний вибух було чітко чути в місцях на таких далеких відстанях, як Перт в Австралії (приблизно 1930 миль або 3100 км), і острів Родригес поблизу Маврикію (приблизно 3000 миль або 4800 км). Ударна хвиля в атмосфері обійшла Землю сім разів і реєструвалася протягом п'яти днів. У 1883 р. виверження вулкана Кракатау, на схід від о. Ява супроводжувалося таким гуркотом що його чули в Америці.
- 70 тис. років тому відбулося виверження вулкана Тоба на о. Суматра, що накрило цілий острів шаром попелу заввишки 300 метрів.
- Одне із найбільших вивержень на землі сталося 65 млн років тому. Воно накрило лавою майже всю Індію.
- Під час виверження вулкана Везувій в Італії в 79 р. н. е., населення римського міста Помпеї повністю загинуло. Руїни міста, повністю похованого під шаром попелу, було виявлено у XVIII ст.
- Виверження вулкана Тамбора на острові Сумбава в 1815 р. підняло так багато пилу, що він заслонив Сонце над усією земною кулею. Це призвело до холодного літа два роки поспіль.

### Інші види вулканічної діяльності
До інших типів вулканічної діяльності відносять гейзери. Гейзер — це гаряче джерело, в якому проходить виверження окропу. Спочатку вода збирається десь в підземній порожнині, нагрівається від магми до температури кипіння і вибухає. Причиною вибуху води є те, що вона нагрівається знизу, на поверхні температура ще не досягла 100 °C, а на дні вже має 120–125 °C. Внизу вода не закипає тому, що перебуває під великим тиском стовпа води, який знаходиться вище. Але вода на глибині нагрівається все більше і нарешті починає кипіти. Маси парів, що виникають при цьому, з силою викидають поверхневий шар води, утворюється фонтан. Ці виверження тривають не більше 1–2 хв. Потім вода повністю зникає з ями, але скоро вона знову наповниться нею. Одні гейзери працюють через кожні 30–40 хв., інші — раз на добу.
Часто вулкани, які вважалися сплячими, проявляють свою активність. В кратері і поблизу нього, з тріщин, просочуються струмені пари — фумароли, насичені різними газами. Деколи вони дуже сильно свистять, а деколи виділяються ледь помітно, виносячи з собою різні тверді речовини, які покривають ґрунт біля виходів струменів.
Ще одним видом вулканічної діяльності є гарячі джерела. Вони здебільшого знаходяться у вулканічних областях (біля гейзерів) і утворюються тоді, коли гази і пара виділяються з магми (а вона знаходиться глибоко під землею), проходячи вверх нагрівають землю і змішуючись з підземними водами, переходять в гарячу воду, яка розчиняє різні речовини. Потім вона виходить на поверхню у вигляді гарячих мінеральних джерел, які можуть послужити людині для різноманітних цілей (лікувальна, видобувна тощо).
Значно меншими копіями справжніх вулканів є так звані сопухи або грязьові вулкани. Це невисокі (до 3 м) конусоподібні гори зі зрізаним верхом. На плоскій вершині сопухи міститься кратер. Він наповнений сірою, липкою грязюкою, з якої весь час виділяються пухирці газу.
Процес виверження грязьових вулканів нагадує справжнє виверження. З кратера сопух виділяється великий об'єм газів, переважно вуглеводню. Іноді цей газ самозапалюється і піднімається стовп полум'я. Закінчується виверження виділенням в'язкої грязі. В Україні місцем знаходження сопух є Керченський півострів.

### Позитивні наслідки вулканізму
Земна кора, гідро- і атмосфера утворилися протягом мільярдів років з продуктів вулканічної діяльності. Після кожного великого виверження на десятки і сотні кілометрів падає вулканічний попіл, який містить майже всі потрібні для росту рослин поживні речовини, формуючи легкі повітряні та водопроникні ґрунти. Добре зволожені і легко оброблювані землі з попелом, як правило дають високі врожаї різноманітних фруктів, злакових культур і кави.
Вулкани стають джерелом родовищ багатьох мінералів. Наприклад, вулканізм Східноафриканського рифту знаменитий високим вмістом в лаві, парі і мінеральних водах карбонату натрію (соди). Серед мінералів, утворення яких пов'язано з діяльністю вулканів, особливе значення для хімічної промисловості мають сірка, борна кислота, кіновар і нашатир. Наприклад, вулкан Ол-Доїньйо-Ленгаї (Ol Doinyo Lengai), що розташований у Північній Танзанії, є одним із найнезвичайніших вулканів світу. Цей вулкан, відомий своєю чорною, мастилоподібною лавою, виділяється на тлі інших вулканів завдяки своїй унікальній температурі виверження, яка становить лише 540 °C. Особливість Ol Doinyo Lengai полягає в тому, що він вивергає карбонатну лаву, тобто натрокарбонатит, що є рідкісним явищем не лише на Землі, а й у Сонячній системі. Науковці виявили, що цей вулкан містить дуже високий вміст карбонатних мінералів, що дозволяє лаві залишатися рідкою при значно нижчих температурах, ніж у більшості інших вулканів, які викидають більш звичні силікатні лави. Через низький вміст кремнезему лава Ol Doinyo Lengai має надзвичайно високу в’язкість, і її виверження часто порівнюють з потоком чорного моторного мастила.
Вулканічні лави можуть використовуватися в будівельній промисловості, зокрема, пемза. Найвідомішим родовищем пемзи є Монте-Пелато на острові Ліпарі (Італія). Вона утворюється з моногенних скловатних порід, дуже насичених крешеземом. Вона використовується в будівельній справі, як тепло-, звуко- і електроізоляційний матеріал для виготовлення легкого пемзобетону, а також як абразивний матеріал для полірування і шліфування.
Вулканічні туфи, утворені матеріалом, який викидається при вибухових вулканічних виверженнях. Вони мають багато цінних якостей: висока пористість, низька тепло- і звукопровідність, м'якість, в результаті якої туф легко піддається механічній обробці. Особливо знамениті вірменські, різнокольорові туфи. Вони є чудовим матеріалом для скульптур та будівельних споруд.
Вулкани виступають також у ролі джерела геотермальної енергії. Багаті геотермальними ресурсами Японські та Філіппінські дуги, а також Східно-Тихоокеанський пояс. В західній частині Пн. Америки гарячі джерела зв'язані зі згаслими вулканами. В гірських місцевостях західних штатів США відомо більше ніж 1200 груп гарячих джерел. Їх зона простягається через штати Каліфорнія, Невада, Орегон, Айдахо, Вайомінг, Монтана. Цю енергію використовують для опалення та постачання гарячої води.
В останні 50 років по всій Землі почали використовувати вулканогенні води для виробництва геотермальної електроенергії.
На вулканічній парі працюють геотермальні електростанції в Японії (Хатима-мантай, Мацугава, Онікоба, Отаке), в Новій Зеландії (Вайракі), в Мексиці (Пате), в Ісландії (біля вулкана Дафла), в США (Каліфорнія південніше озера Солтон-Сі); декілька станцій функціонують в районі Італійського вулкана Монте-Аміата (тут також з пари видобувають сірку).

## Вулканічна небезпека
Оскільки вулканічна діяльність не підвладна людині, вона може чинити їй шкоду і забирати людські життя. З 1600 р. в результаті наслідків від вивержень (землетрусів, цунамі, селів, хвороби, голоду) померло 300 000 людей. Характер небезпеки залежить від дії різних факторів. Лавові потоки знищують будівлі, перекривають дороги, с/г землі на багато років виключають з користування, попіл може збиратися на дахах будівель і призвести до обвалу, вулканічні гази отруюють поверхню або утворюють кислотні дощі.
І тому щоб звести людські жертви до мінімуму виникла потреба в прогнозуванні. Для прогнозу вивержень складають карти вулканічної небезпеки з показом розповсюдження продуктів минулих вивержень, ведеться моніторинг їх провісників. Таким провісником є слабкі вулканічні землетруси. Зазвичай їх частота не перевищує 10 за добу, але перед самим виверженням їх кількість зростає до кількох сотень. Деякі вулкани перед виверженням, ніби «дихають»: піднімаються, надуваються і потім опускаються, — це в результаті зміни тиску магми всередині. Тому й змінюється кут нахилу його поверхні (нахиломіром можна визначити нахил 1 мм на 0,5 км). За його зміною на поверхні вулкана Асама в Японії, вчені передбачили початок виверження на цілий місяць. Також незадовго до пробудження вулкана можна спостерігати розширення або звуження кратеру. Ці зміни вимірюються лазером і радіохвилями. Сьогодні використовують дані магнітного поля та спостереження за тваринами.
Ці засоби використовують, щоб взнати приблизну дату виверження, але точний час поки що ми не в змозі визначити, крім того, у цих процесах є ще багато таємниць.

## Найбільші вулкани
| Назва вулкана    | Оригінальна назва        | Розташування             | Висота над рівнем моря, м | Регіон           | Країна             |
| ---------------- | ------------------------ | ------------------------ | ------------------------- | ---------------- | ------------------ |
| Охос-дель-Саладо | ісп. Ojos del Salado     | Чилійські Анди           | 6893                      | Південна Америка | Аргентина Чилі     |
| Юяйяко           | ісп. Llullaillaco        | Чилійські Анди           | 6725                      | Південна Америка | Аргентина Чилі     |
| Сахама           | ісп. Nevado Sajama       | Центральні Анди          | 6520                      | Південна Америка | Болівія            |
| Сан-Педро        | ісп. San Pedro           | Центральні Анди          | 6159                      | Південна Америка | Чилі               |
| Котопахі         | ісп. Cotopaxi            | Екваторіальні Анди       | 5897                      | Південна Америка | Еквадор            |
| Кіліманджаро     | англ. Mount Kilimanjaro  | Плоскогір'я Масаї        | 5895                      | Африка           | Танзанія           |
| Ель-Місті        | ісп. El Misti            | Центральні Анди          | 5821                      | Південна Америка | Перу               |
| Орісаба          | ісп. Pico de Orizaba     | Мексиканське нагір'я     | 5700                      | Північна Америка | Мексика            |
| Ельбрус          | рос. Эльбрус             | Кавказ                   | 5642                      | Європа           | Росія              |
| Демавенд         | перс. دماوند             | Ельбурс                  | 5604                      | Азія             | Іран               |
| Попокатепетль    | ісп. Popocatépetl        | Мексиканське нагір'я     | 5455                      | Північна Америка | Мексика            |
| Невадо-дель-Руїс | ісп. Nevado del Ruiz     | Північно-Західні Анди    | 5400                      | Південна Америка | Колумбія           |
| Санґай           | ісп. Sangay              | Екваторіальні Анди       | 5230                      | Південна Америка | Еквадор            |
| Толіма           | ісп. Nevado del Tolima   | Північно-Західні Анди    | 5215                      | Південна Америка | Колумбія           |
| Санфорд          | англ. Mount Sanford      | Аляска                   | 4949                      | Північна Америка | США                |
| Ключевська Сопка | рос. Ключевская Сопка    | Камчатка                 | 4750                      | Азія             | Росія              |
| Меру             | англ. Mount Meru         | Плоскогір'я Масаї        | 4565                      | Африка           | Танзанія           |
| Карісімбі        | руанд. Karisimbi         | гори Вірунґа             | 4507                      | Африка           | США                |
| Рейнір           | англ. Mount Rainier      | Каскадні гори            | 4392                      | Північна Америка | США                |
| Шаста            | англ. Mount Shasta       | Каскадні гори            | 4317                      | Північна Америка | США                |
| Тахумулько       | ісп. Tajumulco           | Центральна Америка       | 4217                      | Північна Америка | Гватемала          |
| Мауна-Лоа        | англ. Mauna Loa          | Гавайські острови        | 4169                      | Океанія          | США                |
| Камерун          | фр. Mont Cameroun        | Масив Камерун            | 4100                      | Африка           | Камерун            |
| Ерджіяс          | тур. Erciyes             | Анатолійське плоскогір'я | 3916                      | Азія             | Туреччина          |
| Керінчі          | англ. Mount Kerinci      | острів Суматра           | 3805                      | Азія             | Індонезія          |
| Еребус           | англ. Mount Erebus       | Острів Росса             | 3794                      | Антарктида       | Антарктида         |
| Фудзі            | яп. 富士山, ふじさん     | острів Хонсю             | 3776                      | Азія             | Японія             |
| Тейде            | ісп. Teide               | Канарські острови        | 3718                      | Африка           | Іспанія            |
| Семеру           | Gunung Semeru            | острів Ява               | 3676                      | Азія             | Індонезія          |
| Ічинська сопка   | рос. Ичинская Сопка      | Камчатка                 | 3621                      | Азія             | Росія              |
| Ірасу            | ісп. Irazύ               | Центральна Кордильєра    | 3432                      | Північна Америка | Коста-Рика         |
| Сламет           | індонез. Gunung Slamet   | острів Ява               | 3428                      | Азія             | Індонезія          |
| Худ              | англ. Mount Hood         | Каскадні гори            | 3424                      | Північна Америка | США                |
| Раунг            | індонез. Raung           | острів Ява               | 3332                      | Азія             | Індонезія          |
| Кроноцька сопка  | рос. Кроноцкая Сопка     | Камчатка                 | 3528                      | Азія             | Росія              |
| Коряцька сопка   | рос. Корякская Сопка     | Камчатка                 | 3456                      | Азія             | Росія              |
| Етна             | італ. Etna               | острів Сицилія           | 3340                      | Європа           | Італія             |
| Шивелуч          | рос. Шивелуч             | Камчатка                 | 3283                      | Азія             | Росія              |
| Лассен-Пік       | англ. Lassen Peak        | Каскадні гори            | 3187                      | Північна Америка | США                |
| Яйма             | ісп. Llaima              | Південні Анди            | 3060                      | Південна Америка | Чилі               |
| Іліамна          | англ. Iliamna            | півострів Аляска         | 3053                      | Північна Америка | США                |
| Апо              | тагал. Apo               | острів Мінданао          | 2954                      | Азія             | Філіппіни          |
| Шишалдін         | англ. Shishaldin Volcano | острів Унімак            | 2857                      | Північна Америка | США                |
| Фогу             | порт. Pico do Fogo       | острів Фогу              | 2829                      | Африка           | Кабо-Верде         |
| Руапеху          | маор. Ruapehu            | Нова Зеландія            | 2796                      | Океанія          | Нова Зеландія      |
| Пекту            | кор. 白頭山, 백두산      | Корейський півострів     | 2750                      | Азія             | КНР Північна Корея |
| Авачинська Сопка | рос. Авачинская Сопка    | Камчатка                 | 2741                      | Азія             | Росія              |
| Осорно           | ісп. Osorno)             | Чилійські Анди           | 2661                      | Південна Америка | Чилі               |
| Алаїд            | рос. Алаид               | Курильські острови       | 2339                      | Азія             | Росія              |
| Улавун           | англ. Ulawun             | острів Нова Британія     | 2334                      | Океанія          | Папуа Нова Гвінея  |
| Хванадальсхнукюр | ісл. Hvannadalshnúkur    | острів Ісландія          | 2109                      | Європа           | Ісландія           |
| Катмай           | англ. Katmai             | півострів Аляска         | 2047                      | Північна Америка | США                |
| Тятя             | рос. Тятя                | Курильські острови       | 1819                      | Азія             | Росія              |
| Асо              | яп. 阿蘇山               | острів Кюсю              | 1592                      | Азія             | Японія             |
| Гекла            | ісл. Hekla               | острів Ісландія          | 1491                      | Європа           | Ісландія           |
| Монтань-Пеле     | фр. Montagne Pelée       | острів Мартиніка         | 1397                      | Північна Америка | Мартиніка          |
| Везувій          | італ. Vesuvio            | Апеннінський півострів   | 1277                      | Європа           | Італія             |
| Стромболі        | італ. Stromboli          | Ліпарські острови        | 926                       | Європа           | Італія             |
| Кракатау         | індонез. Krakatau        | Зондська протока         | 813                       | Азія             | Індонезія          |
| Флегрейські Поля | італ. Campi Flegrei      | Апеннінський півострів   | близько 100               | Європа           | Італія             |

## Позаземні вулкани

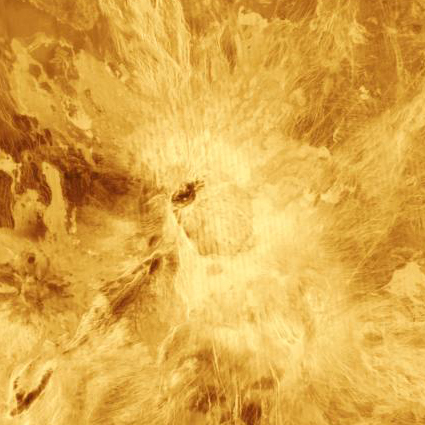
Вулкан Озза на Венері

Вулкани зустрічаються на інших планетах сонячної системи, зокрема на Венері та Марсі.

### Венера
Вулканізм на Венері
Найвищий вулкан Венери Гора Маат височить майже на 5 км над навколишньою місцевістю і на 8,8 км (за іншими даними, 8,3 км) над середнім рівнем поверхні Венери.

### Марс
Вулкан Олімп на Марсі — найвища планетна гора в Сонячній системі, що має 26 км від його основи.